# 张家口市 (中华民国)
张家口市，又稱張垣，是中華民國大陸時期，三个政权先后以万全县张家口设置的市。分别是蒙疆聯合自治政府于1939年9月设立的自治政府首府——张家口特别市:15，中共政权（晋察冀边区政府）于1945年8月设立的边区直辖市——张家口市:54，中華民國政府（國民政府）于1947年6月设立的省会——张家口市:164。行政区域小于今张家口市，大体是其下属的桥西区。

## 历史沿革
民国初年，张家口为万全县辖区，属直隶省（今河北省）。1914年，北洋政府成立察哈尔特别区时，公署侨治于万全县张家口。1928年，国民政府改设察哈尔省。张家口为省政府驻地。1937年七七事变后，侵华日军攻占张家口等地，在张家口成立察南自治政府。同年11月，在张家口成立蒙疆联合委员会。1939年9月，蒙疆联合委员会改组为蒙疆联合自治政府，以张家口为首府:14—15，即张家口特别市。下辖4区、26镇、21村。办事机关驻地在今桥西区。今桥西区境，时为张家口市二、三、四区，辖20镇。
1945年8月11日，八路军晋察冀军区预备进攻张家口特别市。20日，晋察冀军区主力部队开始进攻张家口特别市。23日，完成战斗。日后，中华人民共和国方面称为“张家口第一次解放”。8月25日，中共政权建立张家口市民主政府，市长张孟旭:54，市政府驻地在今桥西区长青路。1945年9月2日，中共政权重设察哈尔省，省会为宣化市，张家口市为晋察冀边区直辖市:54—55。今桥西区境，时为张家口市三、四、五、六、七区。
1946年10月，八路军撤出张家口市。国军傅作义部占领张家口。國民政府任命傅作义为察哈尔省主席。1947年1月起，傅作义兼任张垣绥靖公署主任:15。1947年6月5日，國民政府公布《東北新省區方案》，其中，张家口市为察哈爾省省会。故中華民國內政部在次年编辑的《中華民國行政區域簡表》中，称“核准设置”。万全县的“县治设于张家口”:163—164。
1948年12月24日:15，中共政权再次占领张家口市。今桥西区境，时为张家口市三、四、五、六、七区。新设察哈尔省人民政府后，张家口市为察哈尔省省会，至1952年撤销察哈尔省。1949年2月，内蒙古自治政府从东北地区移驻张家口市，1952年6月移驻呼和浩特市:15—16。